# Proyde
PROYDE (Promoción y Desarrollo) es una asociación y organización no gubernamental de cooperación al desarrollo española, fundada en 1988 y vinculada a las obras educativas de los Hermanos de las Escuelas Cristianas (La Salle).

PROYDE actúa en el campo de la Cooperación Internacional al Desarrollo en los cinco continentes, especialmente en el ámbito del derecho a la educación. En situaciones de  emergencia suele acudir en la fase de reconstrucción y rehabilitación. También actúa, en su entorno próximo, a través de la Educación para el Desarrollo, el Comercio Justo, la  Incidencia social y política, el voluntariado, etc.

## La Asociación PROYDE
La Asociación PROYDE fue fundada el 12 de abril de 1988 y según consta en sus estatutos, el fin de la Asociación PROYDE es la promoción y el desarrollo de las personas en los países empobrecidos, mediante la realización de Programas y Proyectos de Desarrollo, fundamentalmente en el ámbito educativo.

PROYDE fue reconocida como Asociación Sin Ánimo de Lucro por parte del Ministerio del Interior el 20 de julio de 1988. Desde el 20 de julio de 1989, pertenece a la Coordinadora de ONGD de España (CONGDE). El 22 de mayo de 1998 fue declarada Asociación de Utilidad Pública por el Ministerio del Interior. El 20 de diciembre de 1999 fue inscrita como una ONG de Desarrollo en la Agencia Española de Cooperación Internacional y Desarrollo (AECID). El 20 de mayo de 2000 la Junta Directiva decide comenzar la promoción del Comercio Justo desde la Sede Social y en las Delegaciones Locales de la Asociación y el 31 de marzo de 2008 se integra en la Coordinadora Estatal de Comercio Justo (CECJ) de la que forma parte desde su constitución.

## Misión y Valores
La misión de PROYDE es contribuir, con trabajo y testimonio, a la construcción de un mundo en el que todas las personas vivan dignamente. Para hacerlo posible, la Asociación establece cauces de participación activa para vivir una solidaridad auténtica y comprometida en la construcción de un mundo más justo.

Por su vinculación a los Hermanos de las Escuelas Cristianas (La Salle), PROYDE se propone a todos los miembros de la familia lasaliana —y a través de ellos a toda la sociedad— como cauce privilegiado para la solidaridad tanto en el entorno próximo como en los países empobrecidos. La fraternidad, el derecho a la educación y la conversión personal, están en la base de esta vinculación.

Toda la actividad de la Asociación está regulada por cinco valores que ponen marco a la filosofía institucional y que son patrimonio común a las mujeres y hombres que son parte activa de la Asociación. Este patrimonio común, tiene su fuente en la fraternidad, entendida como un compartir en igualdad con el otro ya que, sea quien sea, es hermano: —La dignidad de todas las personas; —La capacidad de todas las personas y comunidades; —Los valores de todas las personas; —El compromiso con el derecho a la educación; —Comprometidos en el fomento y la participación en redes solidarias.

## Actividades
Entre las actividades realizadas por PROYDE destacan:
- Programas y Proyectos de Desarrollo en los países empobrecidos, especialmente en el ámbito del derecho a la educación.[10]
- Acciones en situaciones de  emergencia, principalmente en la fase de reconstrucción y rehabilitación.[11]
- La transformación de las estructuras sociales, políticas y económicas que están en el origen de la desigualdad, la injusticia y la exclusión. También por el cambio de los antivalores que contribuyen a mantener estas estructuras. Lo hace mediante la Educación para el Desarrollo y Sensibilización,[12] las campañas de Incidencia política,[13] la promoción del Voluntariado[14] y el compromiso con el Comercio Justo y el Consumo responsable.[15]

## Trabajo en red

### A nivel nacional
PROYDE pertenece a varias redes de organizaciones de ayuda al desarrollo y de Comercio Justo, como la Coordinadora de ONG de Desarrollo de España (CONGDE) y nueve Coordinadoras Autonómicas, la Red de Entidades de Desarrollo Solidario (REDES) y a la Coordinadora Estatal de Comercio Justo (CECJ). También es Agente Colaborador de Ciudad por el Comercio Justo y coordina, con IDEAS, el Proyecto Centros Educativos por el Comercio Justo. PROYDE forma parte de la Coordinadora Lasaliana de ONGD.

### A nivel internacional
En la vertiente internacional, PROYDE trabaja en red con la Coordinadora de ONG Lasalianas de Desarrollo de Europa - Mediterráneo y en Plataformas de apoyo a Proyectos Internacionales, singularmente en la Plataforma de Apoyo al Proyecto Fratelli (con las ONGD Lasalianas y Sed) que trabaja con personas refugiadas Sirias e Iraquíes en Líbano y la Plataforma de Apoyo a Solidarity with South Sudan (junto a Proclade y Sed) para la formación, en Sudán del Sur, de profesores/as en Yambio, enfermeras/os y comadronas en Wau, agricultores/as y desplazados/as de la guerra civil en Riimenze y líderes comunitarios en Yuba.

## Compromisos de transparencia y buen gobierno
PROYDE fue declarada entidad de utilidad pública en 1998 y se somete a una auditoría contable voluntaria anualmente, además de las auditorías de la Fundación Lealtad de «Transparencia y Buenas Prácticas de las ONG» sobre el cumplimiento de principios de acción, organización y gestión y de «Tansparencia y Buen Gobierno» de la Coordinadora de Organizaciones no Gubernamentales de Desarrollo de España (CONGDE).

## Organización Territorial
PROYDE está presente en 13 comunidades autónomas y una ciudad autónoma. La organización territorial se concreta en 5 delegaciones territoriales y 61 delegaciones locales
- La Delegación Territorial PROYDE – Andalucía coordina las Delegaciones Locales de Andalucía y la Ciudad Autónoma de Melilla.
- La Delegación Territorial PROYDE – Levanteruel coordina las Delegaciones Locales de la Comunidad Valenciana y Teruel.
- La Delegación Territorial de PROYDE – Madrid coordina las Delegaciones Autonómicas y Locales de  Madrid, Castilla - La Mancha, Extremadura, Canarias y  Murcia.
- La Delegación Territorial de PROYDE – Noroeste coordina las Delegaciones Autonómicas y Locales de Asturias, Cantabria, Castilla y León y Galicia.
- La Delegación Territorial de PROYDE – Zaragoza coordina las Delegaciones  Locales de Aragón (excepto Teruel) y  La Rioja.

Cada Delegación Territorial está coordinada por un Delegado/a que pertenece a la Junta Directiva de la Asociación. Las Delegaciones Locales son coordinadas por Delegados/as que suelen tener un grupo de apoyo para llevar adelante las actividades programadas en la Delegación.